# Danske-Bank-Literaturpreis
Der Danske-Bank-Literaturpreis (im Original: Danske Banks Litteraturpris) war ein dänischer Literaturpreis, der, gesponsert von der Danske Bank, der größten nationalen Bank Dänemarks, von 2004 bis 2011 während der jährlich stattfindenden dänischen Buchmesse Bogforum in Kopenhagen in zwei Kategorien verliehen wurde. Der Literaturpreis war mit 300.000 Dänischen Kronen der höchstdotierte Literaturpreis Dänemarks. Ab 2005 wurde der Preisträger unter drei Nominierten ausgewählt, wobei die Nominierten jeweils noch 50.000 Dänische Kronen Preisgeld erhielten, was mehr war, als andere Literaturpreise auszahlten.